# Alpaida sobradinho
Alpaida sobradinho är en spindelart som beskrevs av Levi 1988. Alpaida sobradinho ingår i släktet Alpaida och familjen hjulspindlar. Inga underarter finns listade i Catalogue of Life.